# Badonvilliers-Gérauvilliers
Badonvilliers-Gérauvilliers é uma comuna francesa na região administrativa de Grande Leste, no departamento de Meuse. Estende-se por uma área de 21,03 km². Em 2010 a comuna tinha 140 habitantes (densidade: 6,7 hab./km²).